# Pseudoligosita utilis
Pseudoligosita utilis är en stekelart som först beskrevs av Kowalski 1917.  Pseudoligosita utilis ingår i släktet Pseudoligosita och familjen hårstrimsteklar. Inga underarter finns listade i Catalogue of Life.